# Семашка (деревня)
Семашка  — деревня в Ржевском районе Тверской области. Входит в состав сельского поселения «Победа».

## География
Находится в южной части Тверской области на расстоянии приблизительно 4 км по прямой на северо-запад от города Ржев.

## История
В 1825 году здесь располагалась усадьба Петровское. В 1859 году здесь (владельческая усадьба Ржевского уезда Тверской губернии) был учтен 1 двор. До Великой Отечественной войны работал дом отдыха имени Семашко. После войны, не изменив названия, начал работать уже противотуберкулезный санаторий. Позднее загородный детский лагерь «Зарница».

## Население
Численность населения: 3 человека (1859 год), 3 (русские 96 %) в 2002 году, 0 в 2010.